# Sam Myers
Sam Myers (19 février 1936 - 17 juillet 2006) est un musicien et un compositeur américain de blues.
Il est né à Laurel au Mississippi.
Sam Myers est apparu comme accompagnateur sur des douzaines d'enregistrements pour des artistes de blues. Il a commencé sa carrière comme un chanteur de blues. Myers était dans très demandé pour son style Mississippi delta blues. Pendant presque deux décennies il a été chanteur pour Anson Funderburgh & The Rockets